# Злате
Злате (словац. Zlaté) — село и одноимённая община в округе Бардеёв Прешовского края Словакии. В письменных источниках начинает упоминаться с 1355 года.

## География
Село расположено в северной части края, к северу от реки Топли, при автодороге 3488. Абсолютная высота — 394 метра над уровнем моря. Площадь муниципалитета составляет 14,34 км².

## Население
| Год:                | 1994 | 2004    | 2014   | 2024    |
| ------------------- | ---- | ------- | ------ | ------- |
| Количество человек: | 724  | 750     | 756    | 771     |
| Разница:            |      | +3,59 % | +0,8 % | +1,98 % |

По данным последней официальной переписи 2011 года, численность населения Злате составляла 758 человек.